# Chirita insignis
Chirita insignis är en tvåhjärtbladig växtart som beskrevs av Charles Baron Clarke. Chirita insignis ingår i släktet Chirita och familjen Gesneriaceae. Inga underarter finns listade i Catalogue of Life.